# 118 (szám)
A 118 (római számmal: CXVIII) egy természetes szám, félprím, a 2 és az 59 szorzata.

## A szám a matematikában
A tízes számrendszerbeli 118-as a kettes számrendszerben 1110110, a nyolcas számrendszerben 166, a tizenhatos számrendszerben 76 alakban írható fel.
A 118 páros szám, összetett szám, azon belül félprím, kanonikus alakban a 21 · 591 szorzattal, normálalakban az 1,18 · 102 szorzattal írható fel. Négy osztója van a természetes számok halmazán, ezek növekvő sorrendben: 1, 2, 59 és 118.
Huszonegyszögszám. Másodfajú Leyland-szám, tehát felírható {\displaystyle x^{y}-y^{x}} alakban.
A 118 négyzete 13 924, köbe 1 643 032, négyzetgyöke 10,86278, köbgyöke 4,90487, reciproka 0,0084746. A 118 egység sugarú kör kerülete 741,41587 egység, területe 43 743,53611 területegység; a 118 egység sugarú gömb térfogata 6 882 316,348 térfogategység.
A 118 helyen az Euler-függvény helyettesítési értéke 58, a Möbius-függvényé 1, a Mertens-függvényé −4.

## A szám mint jelkép, kód
2006 áprilisa óta minden tudakozó szám így kezdődik az Egyesült Királyságban és Franciaországban, illetve régebb óta a Türk Telekomnál. Svájcban a tűzoltóság segélyhívószáma, amit 2008 óta egy rap utánzatú klipben is reklámoznak (refrénje: „un – un – huit – un chiffre à retenir”).